# 特别使团公约
特别使团公约（Convention on Special Missions）为联合国国际法委员会1969年制定的一部条约。

## 简介
特别使团公约，以维也纳外交关系公约和维也纳领事关系公约为基础，规定了各国之间临时外交使团之法律地位，于1969年12月8日联合国大会通过，1985年6月21日正式生效。